# Levi Eshkol
Levi Eshkol, nato con il nome di Levi Školnik (in ebraico לֵוִי אֶשְׁכּוֹל‎? ; Oratov, 25 ottobre 1895 – Gerusalemme, 26 febbraio 1969), è stato un politico ucraino naturalizzato israeliano, tra i padri fondatori dello Stato di Israele, di cui ricoprì l'incarico di primo ministro dal 16 giugno 1963 al 26 febbraio 1969.

## Biografia
Nato nella cittadina di Oratov, oggi Orativ, zona di Vinnycja, a 150 km sud di Kiev (Ucraina), nell'Impero russo, ricevette, durante l'infanzia, un'educazione ebraica tradizionale. Studiò poi in un liceo ebraico di Wilno in Lituania, divenendo laico. Nel 1914, attratto dagli ideali sionisti, si trasferì nell'allora Palestina ottomana e, in seguito, si arruolò nella Legione Ebraica, che, durante il primo conflitto mondiale, combatté i turchi a fianco delle truppe britanniche.
Fu tra i fondatori del primo kibbutz di Degania Bet ed ebbe un ruolo assai importante nell'organizzazione e nella direzione della compagnia ebraica di acqua Mekorot, oltre che nella fondazione degli insediamenti agricoli ebraici nel deserto del Negev. La sua carriera parlamentare iniziò nel 1951. Nei governi guidati da Ben Gurion ricoprì la carica di ministro dell'agricoltura sino al 1952 e quella di ministro delle finanze dal 1952 al 1963.
Eletto leader del Mapai ('Partito dei lavoratori') per volontà del dimissionario David Ben-Gurion, nel 1963 divenne primo ministro e ministro della difesa. Durante il suo governo cercò di svolgere un ruolo pacificatore con i suoi avversari politici. In questo quadro, dette il proprio consenso al trasporto e alla tumulazione in Israele del fondatore della destra israeliana Vladimir Žabotinskij e, sull'altro versante, riuscì a riunire le formazioni socialdemocratiche nel Partito Laburista Israeliano, e a creare un allineamento elettorale, il Maarakh, con il partito socialista di sinistra Mapam.
In politica estera riuscì a ristabilire i rapporti diplomatici con l'Unione Sovietica, convincendo quest'ultima a prestare il consenso all'emigrazione ebraica. Instaurò regolari rapporti diplomatici con la Repubblica Federale Tedesca. Nei confronti dei vicini arabi, seguì per lungo tempo una politica relativamente moderata, mentre in campo economico, dopo gli anni difficili del governo Ben-Gurion, cercò di seguire una politica di moderata liberalizzazione. Pur formatosi sotto l'ala di Ben-Gurion, entrò in conflitto con quest'ultimo, che fondò un nuovo partito laburista denominato Rafi.
Alle elezioni del 2 novembre 1965 ottenne una rilevante vittoria elettorale. Durante la crisi sfociata nella guerra dei sei giorni del 1967, pressato dall'opinione pubblica che dubitava delle sue capacità di guida, rinunciò al Ministero della difesa e, formato un governo di unità nazionale, chiese a Moshe Dayan, membro del Rafi, di ricoprire quel delicato incarico. La successiva vittoria militare contribuì ad accrescere la sua popolarità. Nel 1969, a seguito di una crisi cardiaca, morì mentre ricopriva la carica di primo ministro.